# Charles Bachman
Charles William Bachman (Manhattan, 11 dicembre 1924 – Lexington, 13 luglio 2017) è stato un informatico statunitense.

## Biografia
Charles Bachman è nato a Manhattan (Kansas) nel 1924, dove suo padre, Charlie Bachman, era il capo allenatore di football all'Università dello Stato del Kansas. Ha frequentato il liceo a East Lansing.
Durante la seconda guerra mondiale si arruola nell'esercito degli Stati Uniti e, da marzo 1944 a febbraio 1946, prende parte nel Teatro del Pacifico sud-occidentale al servizio della Anti-Aircraft Artillery Corps in Nuova Guinea, Australia e nelle Isole Filippine. Qui utilizza per la prima volta i computer, che controllavano il puntamento dei cannoni 90 mm.
Dopo il congedo nel 1946 frequenta l'Università statale del Michigan e si laurea nel 1948 in Ingegneria meccanica. Frequenta poi anche l'Università della Pennsylvania. Nel 1950, ottiene un master in Ingegneria Meccanica, completando anche tre quarti dei requisiti per un MBA presso la Wharton School of the University of Pennsylvania.
Nel 1950 inizia a lavorare presso la Dow Chemical Company a Midland giungendo alla carica di direttore di elaborazione dati. Dopo dieci anni, nel 1960, entra a far parte della General Electric, presso la quale sviluppa l'Integrated Data Store, uno dei primi sistemi di gestione di database. Lavorando in collaborazione con la Weyerhaeuser Lumber, sviluppa il primo sistema multitasking per i database IDS.
Più tardi, alla General Electric, sviluppa il "dataBasic" che offre il supporto database agli utenti dei sistemi Time-sharing in BASIC. Successivamente entra a far parte di una piccola impresa, la Cullinane Information System (più tardi Cullinet). Nel 1983 fonda la Bachman Information Systems, presso la quale si occupa della progettazione di prodotti CASE.
I documenti di Bachman, dal 1951 al 2007, sono disponibili presso il Charles Babbage Institute, Università del Minnesota. Questa raccolta contiene un archivio dettagliato di materiale che descrive i suoi lavori nel mondo dei database. Include anche documentazioni relative alla Dow Chemical (1951-1960), General Electric (1960–1970), Honeywell Information Systems (1970–1981), Cullinane Database Systems/Cullinet (1972–1986), Bachman Information Systems, Inc. (1982–1996), nonché alcune organizzazioni professionali.

## Premi e riconoscimenti
Riceve l'A.M. Turing Award nel 1973 per "i suoi eccezionali contributi alla tecnologia database". Viene eletto come Distinguished Fellow della British Computer Society nel 1997 per il suo lavoro pionieristico nei sistemi database. È presente nella Database Hall of Fame.

## Pubblicazioni
- 1962. "Precedence Diagrams: The Key to Production Planning, Scheduling and Control." In: ProCo Features. Supplement No 24, August 24. .
- 1965. "Integrated Data Store." in: DPMA Quarterly, January 1965.
- 1969. "Software for Random Access Processing." in: Datamation April 1965.
- 1969. "Data Structure Diagrams." in: DataBase: A Quarterly Newsletter of SIGBDP. vol. 1, no. 2, Summer 1969.
- 1972. "Architecture Definition Technique: Its Objectives, Theory, Process, Facilities, and Practice." co-authored with J. Bouvard. in: Data Description, Access and Control: Proceedings of the 1972 ACM-SIGFIDET Workshop, November 29-December 1, 1972.
- 1972. "The Evolution of Storage Structures." In: Communications of the ACM vol. 15, no. 7, July 1972.
- 1972-73. "Set Concept for Data Structure." In: Encyclopedia of Computer Science, 1972-1973.
- 1973. "The Programmer as Navigator." 1973 ACM Turing Award lecture. In: Communications of the ACM vol. 16, no. 11, November 1973. (pdf)
- 1974. "Implementation Techniques for Data Structure Sets." In: Data Base Management Systems, 1974.
- 1977. "Why Restrict the Modeling Capability of Codasyl Data Structure Sets?" In: National Computer Conference vol. 46, 1977.
- 1978. "Commentary on the CODASYL Systems Committee's Interim Report on Distributed Database Technology." National Computer Conference vol. 47, 1978.
- 1978. "DDP Will Be Infinitely Affected, So Managers Beware!" in: DM, March 1978.
- 1980. "The Impact of Structured Data Throughout Computer-Based Information Systems." In: Information Processing 80, 1980.
- 1980. "The Role Data Model Approach to Data Structures." In; International Conference on Data Bases, March 24, 1980.
- 1982. "Toward a More Complete Reference Model of Computer-Based Information Systems." Co-authored with Ronald G. Ross. In: Computers and Standards 1, 1982.
- 1983. "The Structuring Capabilities of the Molecular Data Model." In; Entity-Relationship Approach to Software Engineering. C. G. Davis, S. Jajodia, and R. T. Yeh. eds. June 1983.
- 1987. "A Case for Adaptable Programming." In: Logic vol. 2, no. 1, Spring 1987.
- 1989. "A Personal Chronicle: Creating Better Information Systems, with Some Guiding Principles." In: IEEE Transactions on Knowledge and Data Engineering vol. 1, no. 1, March 1989.